# Eddie Fatu
Eki "Eddie" Fatu (Samoa, 28 de Março de 1973 - Houston, 4 de dezembro de 2009) foi um wrestler profissional samoano americano conhecido por trabalhar para a WWE no programa SmackDown sob o ring name Umaga (a palavra Tagalog para "manhã"). Após sofrer uma parada cardíaca (em que ele nem notou) decidiu parar com a carreira de wrestling nos ringues.

## Família
Eki era irmão de dois Wrestlers, Rikishi (Solofa Fatu) e The Tonga Kid (Sam Fatu), primo de The Rock, de Yokozuna (Rodney Anoai), Samu the Headshrinker (Samula Anoai), Jimmy Snuka, Jr., Matt Anoa'i e Joe Anoa'i (mais conhecido como Roman Reigns), além de sobrinho de "Soulman" Rocky Johnson, dos Wild Samoans (Sika & Afa) e de Jimmy Snuka e tio da dupla The Usos (filhos de Solofa) e lutou lado a lado com Luis e Alex Guerrero.

## Carreira
- World Wrestling Entertainment (2002–2003) - conhecido como O.G Ekmo/ Ekmo Fatu
- Total Nonstop Action Wrestling (2003) - conhecido como Ekmo
- All Japan Pro Wrestling (2003-2004) - conhecido como Jamal
- Retorno à World Wrestling Entertainment (2005-2009) - conhecido com Umaga

### WWE
Em 1994, Eddie e seu primo foram contratados pela WWE para formar a dupla 3 Minute Warning, sob os nomes de Jamal e Rosey respectivamente. Sua função era ser guarda-costas de Eric Bischoff.
Em 2003, Eddie foi demitido pela WWE e Matt continuou a trabalhar, agora fazendo dupla com The Hurricane. Esta dupla capturou o WWE World Tag Team Championship em uma ocasião. Com o fim da dupla em 2006, Rosey não foi mais utilizado até ser dispensado de seu contrato pela WWE.
Umaga fez sua re-estreia na RAW contra Ric Flair em 2006. Umaga já foi campeão intercontinental 2 vezes. Na primeira ele venceu Jeff Hardy e perdeu para Santino Marella. Na segunda vez ele ganhou de Santino Marella e perdeu para Jeff Hardy. No draft 2008 ele foi transferido para SmackDown. No dia 25 de julho de 2008 ele participou de uma 6-man-Battle Royal valendo uma chance pelo WWE Championship no SummerSlam 2008, mas foi o 3º eliminado por Big Show.
Ele estava inativo mas voltou agora no fim de Janeiro de 2009.
Estava recentemente em feud com CM Punk, lutou contra ele no Extreme Rules em uma Samoan Strap Match que acabou perdendo. No dia seguinte, foi demitido.

## Morte
Em 4 de Dezembro de 2009, Umaga foi hospitalizado com uma doença descrita como potencialmente fatal, após o que aconteceu no dia anterior. Em 3 de dezembro, ele dormiu enquanto estava assistindo televisão e várias horas depois, sua esposa o encontrou não respirando e com sangue saindo do seu nariz. Umaga foi levado às pressas ao hospital. Horas depois, à madrugada, foi anunciada oficialmente a morte de Umaga, inclusive pelo site oficial da WWE. Os aparelhos que o matinha vivo foram desligados pelo fato de já ter sido constatado morte cerebral. A morte foi descrita como ataque cardíaco provocado por excesso de drogas.

## No wrestling
.

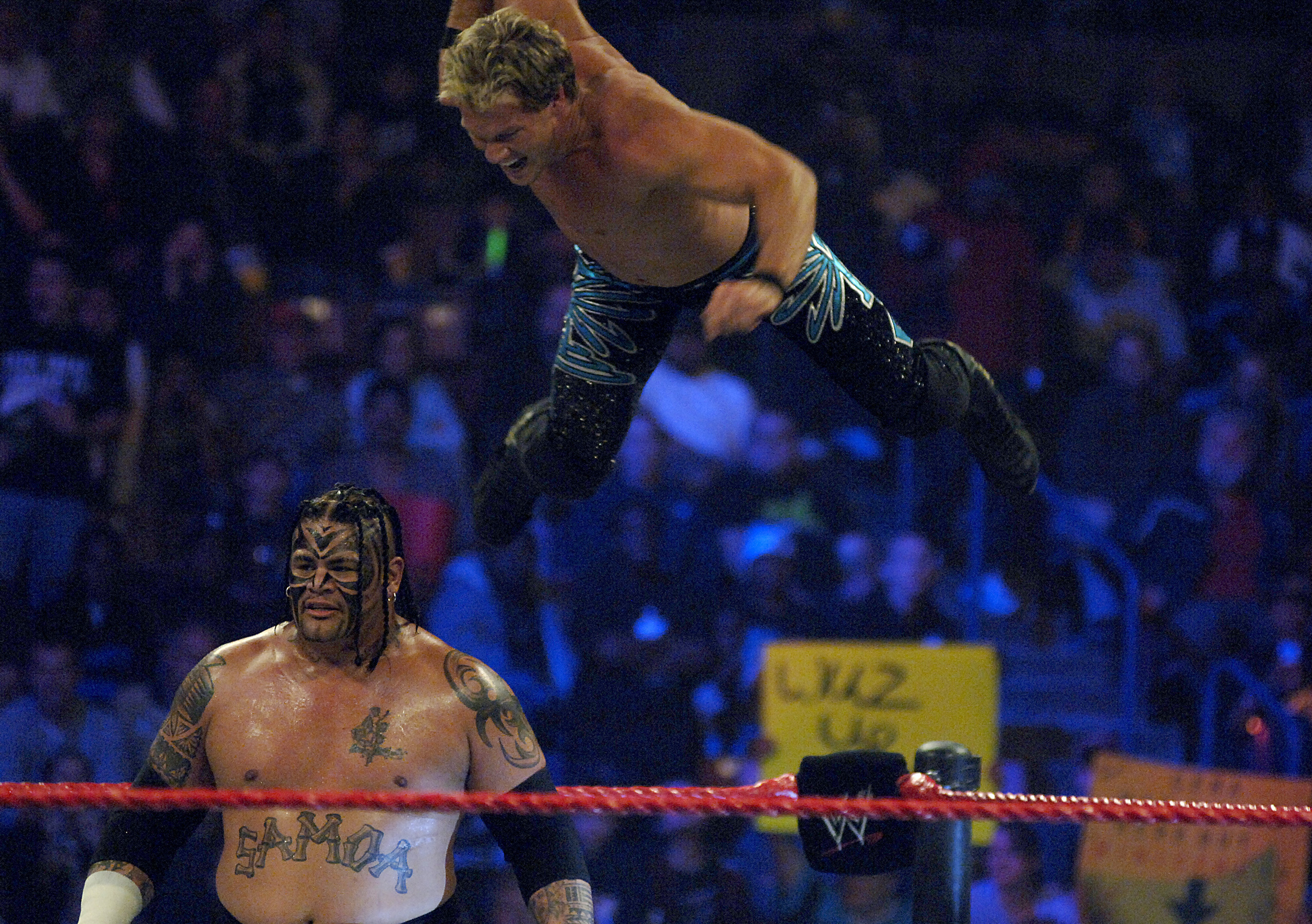
Umaga em uma luta com Chris Jericho

- Finalizações e Ataques secundários
  - Reverse piledriver – Japão
  - Samoan Spike (High speed thumb thrust to the throat)
  - Super Samoan drop
  - Wild Samoan Splash (Diving splash)
    - Backbreaker rack dropped into a neckbreaker – 2006
    - Diving headbutt
    - Giant swing
    - Nerve hold
    - Reverse STO
    - Running jumping headbutt drop to the head of an opponent held in the tree of woe position
    - Samoan Wrecking Ball (Running hip attack ns cabeça de um oponente sentado nas proteções do turnbuckle)
    - Samoan drop, algumas antecedido por um gorilla press
    - Savate kick
    - Spinning wheel kick
    - Swinging side slam
    - Throat thrust
    - Turnbuckle powerbomb
    - Two-handed chokelift
- Managers
  - Eric Bischoff
  - Rico
  - Armando Alejandro Estrada
  - Shane McMahon
  - Vince McMahon
- Apelidos
  - "The Samoan Typhoon" (AJPW)
  - "The Samoan Wrecking Machine" (WWE)
  - "The Samoan Smashing Machine" (WWE)
  - "The Samoan Bulldozer" (WWE)
- Músicas-tema
  - "3 Minutes" de 2 Skinnee J's (Usado com seu antigo parceiro tag team Rosey)
  - "Virtual Voodoo" de the Extreme Music Library
  - "Tribal Trouble" de Jim Johnston

## Títulos e prêmios
- All Japan Pro Wrestling

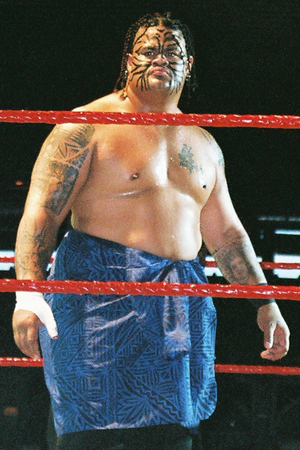
Umaga num WWE House Show

  - AJPW Unified World Tag Team Championship (1 vez) - com Taiyō Kea
  - Vencedor da World's Strongest Tag Team League (2004) - com Taiyō Kea
- Frontier Martial-Arts Wrestling
  - FMW Hardcore Tag Team Championship (1 vez) - com Matt Anoa'i
- Hawai'i Championship Wrestling
  - HCW Kekaulike Heritage Tag Team Championship (1 vez) - com Taiyō Kea
- Heartland Wrestling Association
  - HWA Tag Team Championship (1 vez) - com Kimo
- Memphis Championship Wrestling
  - MCW Southern Tag Team Championship (3 vezes) - com Kimo
- Pro Wrestling Illustrated
  - PWI o colocou como #22 dos 500 melhores wrestlers durante a PWI 500 de 2007
- WWE
  - WWE Intercontinental Championship (2 vezes)